# Тамазян, Арам Арцивович
Ара́м Арци́вович Тамазя́н (арм. Արամ Արծվիի Թամազյան; 30 июня 1952, Аштарак) — бывший генеральный прокурор Армении с 2001 по 2004 годы. Заслуженный юрист Республики Армения (2012).

## Биография
- 1970—1975 — окончил юридический факультет Ереванского государственного университета.
- 1975—1979 — работал следователем РОВД Советского района Еревана.
- 1979—1984 — следователь, старший следователь по особо важным делам МВД Армении.
- 1984—1992 — следователь по особо важным делам Генеральной прокуратуры Армении.
- 1992—1996 — межрайонный прокурором (г. Армавир).
- 1996—2001 — прокурор г. Еревана.
- 2001—2004 — генеральный прокурор Республики Армения. Государственный советник юстиции 1 степени.
- С 1998 — член совета правосудия Армении.
- С 2001 — вице-председатель совета правосудия Армении. Академик МАНПО (2001).
- С 2004 — заместитель генерального прокурора Республики Армения.